# Japan Post Holdings
Japan Post Holdings Co., Ltd. (日本郵政株式会社, Nippon Yū-sei Kabushiki-gaisha), abreviat JP o 日本郵政, és un conglomerat públic japonès amb seu a Kasumigaseki, Chiyoda, Tòquio. Es dedica principalment als serveis postal, de logística, bancari i d'assegurances de vida. El 2013 fou nomenada tretzena empresa més gran del nom segons la llista Fortune Global 500.

## Història
Fou fundada el 23 de gener de 2006, tot i que no va absorbir les funcions de Japan Post fins a l'octubre de 2007.

## Companyies que opera
- Japan Post Service, servei de correu postal.
- Japan Post Network, xarxa d'oficines de correu postal.
- Japan Post Bank, serveis bancaris.
- Japan Post Insurance, servei d'assegurances de vida.
- Toll Holdings, serveis de transport i logística.